# Austrarchaea westi
Espèce
Austrarchaea westi est une espèce d'araignées aranéomorphes de la famille des Archaeidae.

## Distribution
Cette espèce est endémique du Queensland en Australie. Elle se rencontre dans le parc national de Dinden.

## Description
Le mâle holotype mesure 3,13 mm.

## Étymologie
Cette espèce est nommée en l'honneur de Paul L. J. West.

## Publication originale
- Rix & Harvey, 2012 : Australian Assassins, Part III: A review of the Assassin Spiders (Araneae, Archaeidae) of tropical north-eastern Queensland. ZooKeys, no 218, p. 1-55 (texte intégral).